# Гиг III де Форе
Гиг III (фр. Guigues III.; 1160 — 28 ноября 1204) — граф Форе из рода Альбон. Сын Гига II.
Его первой женой была Аскура (р. 1165), с ней он развелся. Вторая жена — Аликс де Сюлли (ум. 1207), дочь Аршамбо IV де Сюлли. У Гига III было пятеро детей:
- Аликс или Гигонна (ок. 1189—1214) ∞ (1205) Аршамбо VIII де Бурбон
- Элеонора (р. ок. 1190) ∞ (1210) Гильом де Баффи
- Гиг IV (ок. 1190—1241), граф Форе и Невера
- Маркиза, ∞ Ги VI, сеньор де Тьер
- Рено, канонник в Лионе.

В 1199 году Гиг наследовал своему отцу, ушедшему в монастырь. Воевал с сеньорами де Божё. Он называл себя графом Форе и Лиона, но на Лион не претендовал, так как по договору 1173 года он находился в церковном владении и там с 1193 года был архиепископом его брат Рено.
Весной 1203 года Гиг III отправился в Четвёртый крестовый поход, но не через Венецию, как основное войско, а из Марселя в Палестину на голландских судах. В ноябре 1204 года он умер в результате болезни и был похоронен в Акконе.